# Allisyn Ashley Arm
Allisyn Ashley Snyder (nascida Arm, Glendale, Califórnia, 25 de Abril de 1996), é uma atriz e cantora americana, mais conhecida por interpretar Zora na série Sunny Entre Estrelas, do Disney Channel.
Allisyn fez sua estreia em 2002, atuando na série de TV Strong Medicine. Entrou no cinema dois anos mais tarde no filme Eulogy. Apareceu em mais de 40 comerciais. Desde Fevereiro de 2009, ela interpreta Zora Lancaster na série Sonny With a Chance, do Disney Channel e ela participava na série So Random!.

## Filmografia

### Televisão
|             | Série                                  | Personagem          | Título                                 |  |
| 2002        | Strong Medicine                        | Wendy Withers       | 1 episódio: Outcomes                   |  |
| 2003        | Miracles                               | Amelia Wye          | 1 episódio: Little Miss Lost           |  |
| 2003        | Friends                                | Leslie Buffay       | 1 episódio: The One Where Ross Is Fine |  |
| 2003        | Judging Amy                            | Molly Maddox        | 1 episódio: Ex Parte of Five           |  |
| 2003        | 10-8: Officers on Duty                 | Little Wailing Girl | 1 episódio: Late for School            |  |
| 2005        | Still Standing                         | Ella                | 1 episódio: Still Holding              |  |
| 2005        | Inconceivable                          | Lexie               | 1 episódio: To Surrogate, with Love    |  |
| 2006        | Dive Olly Dive!                        | Beth                | 6 episódios                            |  |
| 2006        | Vanished                               | Violet              | 1 episódio: Warm Springs               |  |
| 2007        | Back to You                            | Kid-1               | 1 episódio: Gracie's Bully             |  |
| 2008        | Disney Channel's Totally New Year 2008 | Ela Mesma           |                                        |  |
| 2009 - 2011 | Sunny Entre Estrelas                   | Zora Lancaster      | Série Disney Channel                   |  |
| 2011 - 2012 | So Random!                             | Zora Lancaster      | Série Disney Channel                   |  |
| 2012        | Law & Order: Special Victims Unit      | Anna                | Episode 14x01                          |  |
| 2012        | Jake and the Never Land Pirates        | Stormy              | Voz                                    |  |

### Filmes
| Ano  | Título                  | Personagem            | Notas |
| ---- | ----------------------- | --------------------- | ----- |
| 1998 | The Cask of Amontillado | Montressor's Daughter |       |
| 1999 | American Pie            | Blue Haired Midget    |       |
| 2004 | Eulogy                  | Collin's Daughter     |       |
| 2005 | Man of the House        | Charlotte Tulaire     |       |
| 2007 | King of California      | Miranda - 9 anos      |       |
| 2007 | Greetings from Earth    | Little girl           |       |
| 2007 | Mr. Woodcock            | Scout Girl            |       |
| 2008 | Meet Dave               | Nerdy Girl            |       |